# Steel Diver
Steel Diver è un videogioco di simulazione di sottomarini per Nintendo 3DS. Il gioco consiste nel prendere il comando di un sottomarino e guidarlo in 3 differenti modalità chiamate "velocità", "precisione" e "strategia".

## Modalità di gioco
- Nella modalità velocità, bisogna completare un livello di avventura a scorrimento nel minor tempo possibile.
- Nella modalità precisione bisogna affrontare una flotta di navi nemiche usando il periscopio del sottomarino per puntare e sparare i siluri. Per girare il periscopio si possono usare o il giroscopio della console o il touchscreen.
- Nella modalità strategia, bisogna condurre una partita contro un avversario (anche in collegamento con una sola scheda di gioco), sfruttando anche la modalità precisione per gli scontri a fuoco.

## Sottomarini
I sottomarini presenti nel gioco sono 3:
- ND-01 manatee, con comandi molto semplici e la possibilità di sparare sia un siluro in avanti che verso l'alto.
- ND-03 blueshark, semplice da guidare, con una capacità offensiva di 2 siluri orientabili.
- ND-05 serpent, non facile da guidare, ma con una capacità offensiva di 4 siluri orientabili.